# 何国
何国，粟特九姓胡所建的国家，昭武九姓诸国之一。《新唐书·西域传》亦作贵霜匿，《大唐西域记》作屈霜你迦国。波斯作苦桑匿（Kusun），大食作苦桑你耶（Kusa—nija），其先祖或与月氏贵霜王朝有关。
何国国境在那密水（今泽拉夫尚河）南数里，今乌兹别克斯坦的撒马尔罕西北。或谓在今其西北60英里的排香倍（Peishambe），或谓在撒马尔罕与布哈拉之间的喀沙尼亚。都城方二里，兵千人。何国即康居小王附墨城故地。在飒秣建城西北的卡塔库尔干地区。政治上依违于诸强之间。其王城所在地风景优美，城左有重楼，北绘中华古帝，东绘突厥、婆罗门，西绘波斯、拂菻诸君。国王为康国王族的分支，因而依附于康国。俗信佛教，民以农为主，兼营畜牧，国人善歌舞。6世纪后期为突厥所征服，成为西突厥汗国的属地。隋唐时其君主也是为昭武氏人，与隋朝和唐朝均有密切往来。隋炀帝大业年间，遣使贡方物。唐太宗贞观十五年，遣使入朝。唐高宗永徽年间，唐朝灭西突厥汗国，其国随康国归唐，唐高宗在其地设贵霜州和军府，授其国王昭武婆达地为州刺史，属安西都护府。唐朝后期被大食所征服。

## 延伸阅读
[在维基数据编辑]
 《欽定古今圖書集成·方輿彙編·邊裔典·何國部》，出自陈梦雷《古今圖書集成》
 《古今圖書集成》